# Roger Christian
Roger Christian, född 1944, i London, är en engelskfödd scenograf och filmmakare. 
Christian arbetade med scenografin i Stjärnornas krig (1977), för vilken han belönades med en Oscar. Han var också involverad i filmer som Alien och Life of Brian. Efter ett par kortfilmer långfilmsdebuterade han som regissör med The Sender (1982). Under 1990-talet regisserade han bland annat Nostradamus (1994) och Masterminds (1997). Han var också second unit-regissör i Star Wars: Episod I – Det mörka hotet (1999). Sedan regisserade han Battlefield Earth (2000). Den filmen fick ett mycket negativt mottagande och Christian fick en Razzie Award för sämsta regi. Han har sedan dess regisserat ett fåtal lågbudgetfilmer, samt filmen Prisoners of the Sun, som spelades in 2006-2007, men som släpptes först i slutet av 2013.